# سروأغاجي
سروأغاجي (بالإنجليزية: Sarvaghaji)‏ هي قرية تقع في أردبيل في إيران. يقدر عدد سكانها بـ 528 نسمة .